# Saint-Martin-du-Tertre, Val-d'Oise
Saint-Martin-du-Tertre är en kommun i departementet Val-d'Oise i regionen Île-de-France i norra Frankrike. Kommunen ligger i kantonen Viarmes som tillhör arrondissementet Sarcelles. År 2022 hade Saint-Martin-du-Tertre 2 662 invånare.

## Befolkningsutveckling
Antalet invånare i kommunen Saint-Martin-du-Tertre
| Referens: INSEE |